# Krzyż Semper Fidelis
Semper Fidelis – odznaczenie Związku Solidarności Polskich Kombatantów. Zostało ustanowione przez „Solidarność” w grudniu 1994 dla uhonorowania osób aktywnych w okresie stanu wojennego oraz aktywnych w procesie odzyskiwania niepodległości w 1989.

## Insygnia
Odznaką Krzyża Semper Fidelis jest krzyż równoramienny, srebrzony i oksydowany, o ramionach w przekroju spłaszczonego ośmioboku. Ramiona krzyża na awersie pokryte są czarną emalią. Umieszczona jest na nim "kotwica" z inicjałami "PW" (Polska Walcząca), na ramionach napis "Semper Fidelis" oraz data "1981" (rok wprowadzenia stanu wojennego przez władze komunistyczne). Na rewersie inicjały "ZSPK" (Związek Solidarności Polskich Kombatantów) nałożone na "W".
Krzyż zawieszony jest na wstążce biało-czerwonej szerokości 38 mm.
Po raz pierwszy Krzyż Semper Fidelis wręczono 15 grudnia 2002 na Jasnej Górze. Odznaczenia otrzymało wówczas 111 osób oraz Klasztor Jasnogórski.